# سيريل غاردنر
سيريل غاردنر هو كاتب سيناريو ومونتير ومخرج وممثل فرنسي وأمريكي، ولد في 30 مايو 1898 بباريس في فرنسا، وتوفي في 30 ديسمبر 1942 بهوليوود في الولايات المتحدة بسبب نوبة قلبية.

## وصلات خارجية
- سيريل غاردنر على موقع IMDb (الإنجليزية)
- سيريل غاردنر على موقع ألو سيني (الفرنسية)
- سيريل غاردنر على موقع أول موفي (الإنجليزية)
- سيريل غاردنر على موقع قاعدة بيانات الأفلام السويدية (السويدية)
- سيريل غاردنر على موقع قاعدة بيانات الفيلم (الإنجليزية)
- سيريل غاردنر على موقع كينوبويسك (الروسية)